# David Morris (Snookerspieler)
David „Davy“ Morris (* 27. November 1988 in Kilkenny) ist ein irischer Snookerspieler. Von 2006 bis 2016 war er mit einem Jahr Unterbrechung Profi auf der Snooker Main Tour. 2015 erreichte er mit Platz 51 seine höchste Position in der Weltrangliste. Als Amateur wurde er außerdem fünfmal irischer Landesmeister.

## Karriere

### Jugendjahre
David Morris war bereits in jungem Alter erfolgreich und gewann in allen Altersklassen die nationalen Jugendmeisterschaften. Im Alter von 14 Jahren schaffte er es ins Achtelfinale der U19-Europameisterschaft 2002. Ein Jahr später wiederholte er dieses Ergebnis, ein weiteres Jahr darauf war es bereits das Viertelfinale. 
2004 gewann er mit 15 Jahren als bis dahin jüngster Spieler die irische Meisterschaft und wiederholte den Erfolg in den folgenden beiden Jahren. Als er dann 17 Jahre alt war, wurde er vom irischen Verband für die Snooker Main Tour nominiert.

### Erste Profijahre
Seine erste Profisaison 2006/07 spielte er gut genug, um seinen Platz auf der Profitour zu verteidigen: Bei zwei Ranglistenturnieren erreichte er die dritte Runde. Zusätzlich kam er in der Irish Professional Championship unter die Letzten vier. Im Sommer gewann er das neben der Tour erstmals ausgetragene Irish Classic, ein Einladungsturnier mit acht irischen und nordirischen Profis. In der Folgesaison schaffte er bei der UK Championship 2007 seinen vorerst besten Lauf bei einem Ranglistenturnier, als er drei Qualifikationsrunden überstand und erst in der Runde der Letzten 48 Dave Harold unterlag. Trotz einer äußerst knappen 9:10-Niederlage bei der Weltmeisterschaft gegen Supoj Saenla kletterte er nach der zweiten Saison auf Platz 64 und sparte sich dadurch in der nächsten Saison eine Qualifikationsrunde. 
In der Saison 2008/09 kam er sowohl beim Shanghai Masters, als auch anschließend bei der Bahrain Championship unter die Letzten 48. Er verpasste aber jeweils klar den Einzug in die Finalrunde, weshalb er sich kaum verbesserte. Auch im Jahr darauf scheiterte er zweimal in der letzten Qualifikationsrunde: beim Grand Prix und bei der WM mit 6:10 gegen Michael Holt.
2010 gab es einige Änderungen in der Profitour, unter anderem wurde mit der Players Tour Championship (PTC) eine Serie von Kleinturnieren eingeführt und die Zahl der Turniere insgesamt deutlich erhöht. Das PTC-Format lag ihm nicht und so erreichte er nur beim Paul Hunter Classic Runde 3. Beim World Open kam er dagegen zum ersten Mal in seiner Karriere in die Finalrunde. Da es aber ein geringerwertiges Turnier war und er insbesondere bei den großen Turnieren sieglos blieb, verlor er Punkte und Ranglistenplätze. Er fiel auf Platz 78 und verlor damit seinen Profistatus. In der ebenfalls neu geschaffenen Q School konnte er gleich nach der Saison um ein neues Tourticket spielen und im zweiten Turnier gelang ihm auch der Durchmarsch bis ins Finale seiner Gruppe, das er mit 4:3 gegen Michael Wild gewann. Die Saison 2011/12 verlief allerdings kaum anders als das Vorjahr mit vielen frühen Niederlagen. Immerhin erreichte er in der PTC-Tour zweimal Runde 3 und bei den Antwerp Open zum ersten Mal in seiner Karriere ein Achtelfinale. Bis zur Weltmeisterschaft hatte er aber bei keinem größeren Turnier die zweite Runde überstanden. Dort besiegte er Mark Joyce und Alan McManus und spielte zum zweiten Mal um den Einzug in die Endrunde im Crucible Theatre. Aber obwohl er Barry Hawkins im Lauf der Saison bereits geschlagen hatte, verlor er das Spiel gegen ihn klar mit 4:10. Damit landete er erneut außerhalb der Top 64 und verlor den Profistatus.

### Tourrückkehr und erfolgreichste Jahre
Morris verzichtete auf die unmittelbare Tourrückkehr und setzte ein Jahr aus. Erst 2013 nahm er wieder an der Q School teil. Er benötigte drei Anläufe: Im ersten Turnier verlor er im Halbfinale, im zweiten Turnier verlor er das Entscheidungsspiel mit 0:4 gegen Ross Muir, erst im dritten Turnier sicherte er sich mit 4:1 gegen Gareth Green die Tourrückkehr. Gleich bei seinem ersten Auftritt in der Saison 2013/14 stellte er beim Wuxi Classic eine neue Bestmarke auf: Nach Siegen über Gerard Greene und den Weltranglisten-16. Ali Carter erreichte er zum ersten Mal ein Viertelfinale. Beim Paul Hunter Classic 2013 besiegte er mit Judd Trump die Nummer 3 der Rangliste und erreichte das Achtelfinale. Das Ergebnis wiederholte er beim Kay Suzanne Memorial Cup, wo er mit Stuart Bingham und Ricky Walden zwei weitere Topspieler schlug. Bei der UK Championship kam er ebenfalls ins Achtelfinale, sein bestes Ergebnis bei einem der drei großen Turniere. Die zweite Saisonhälfte nach dem Jahreswechsel verlief dagegen weniger gut. Umgekehrt war es im Jahr darauf, wo er bis zur UK Championship nicht über Runde 2 hinauskam. Im Barbican Centre traf er dann in Runde 2 auf den amtierenden Weltmeister und Weltranglistenersten Mark Selby und siegte mit 6:4. Anschließend wiederholte er mit einem weiteren Sieg über David Gilbert seinen Achtelfinaleinzug vom Vorjahr. Im Rest der Saison sammelte er weiter Punkte und kam noch zweimal in Runde 3. Er stieg bis auf Platz 51, seine beste Karriereplatzierung, und sicherte sich ein weiteres Profijahr.
Die Unbeständigkeit hielt aber in der Saison 2015/16 an. Bei zwei größeren Turnieren erreichte er Runde 3, bei vielen Turnieren schied er aber früh aus und durch die Auftaktniederlage bei der UK Championship 2015 konnte er die zwei Jahre zuvor gewonnenen Punkte nicht verteidigen. Bis auf das Achtelfinale beim für die Wertung kaum relevanten Snooker Shoot-Out 2016 verlief die Restsaison enttäuschend und er fiel auf Rang 69 der Weltrangliste zurück. Er verlor ein weiteres Mal seinen Profistatus, und diesmal versuchte er auch nicht mehr, ihn zurückzugewinnen.
Er blieb danach dem Snooker treu, als einer der besten irischen Amateure erreichte er 2018 das Halbfinale der irischen Meisterschaft und holte sich im Jahr darauf seinen vierten nationalen Titel. Titel Nummer fünf folgte sechs Jahre später im Jahr 2025.

## Erfolge

### Als Profi
Ranglistenturniere
- Viertelfinale: Wuxi Classic (2013)
- Achtelfinale: UK Championship (2013, 2014)
  - PTC (minor ranking): Antwerp Open 2011, Paul Hunter Classic 2013, Kay Suzanne Memorial Cup 2013

Einladungsturniere
- Sieger: Irish Classic (2007, kein Main-Tour-Turnier)

Qualifikation
- Q School (2011 – Turnier 2, 2013 – Turnier 3)

### Als Amateur
- Irischer Meister: 2004, 2005, 2006, 2019, 2025